# Rue Milo-Adoner
La rue Milo-Adoner est une rue située dans le 4e arrondissement de Paris, en France.

## Situation et accès
Elle est située entre la rue Vieille-du-Temple et la rue des Hospitalières-Saint-Gervais.

## Origine du nom
La rue porte le nom de Milo Adoner (1925-2020), déporté français témoin de la Shoah.

## Historique
Par délibération du 11 octobre 2024, le tronçon nord (celui du côté pair) de la rue du Marché-des-Blancs-Manteaux prend la dénomination de « rue Milo-Adoner ».